# سنتيسيمو
سينتيسيمو ( الإيطالية: سنتين  ; بلي. : سنتيسيمي ; الإسبانية: centésimo   ( بلي. : المئة ) هي وحدة عملة تعادل السنت وهي مشتقة من الكلمة اللاتينية مئةوالتي تعني "مائة". في إيطاليا كان1⁄100 الإيطالية.
تشمل العملات التي تحتوي على السنتيسيمو كوحدات فرعية ما يلي :
متداول
- سنت يورو (باللغة الإيطالي انظر اللغة واليورو )
- بالبوا بنمي
- الفرنك السويسري (باللغة الإيطالية انظر رابن )

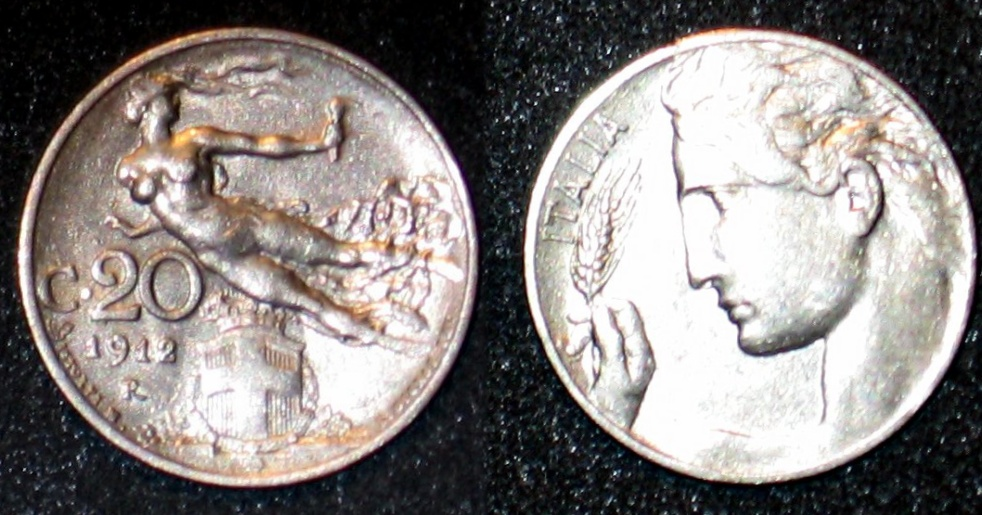
20 سنتيمي 1912

- البيزو الأوروغواياني

عفا عليها الزمن
- بوليفيانو (1864–1963)
- إسكودو تشيلي
- الدومينيكان فرانكو
- التالرو الإريتري
- الليرة الإيطالية
- ليرة لومباردية فينيسية
- الفرنك اللوكاني
- الليرة النابولية
- الليرة البابوية
- البيزو الباراغواياني
- ليرة بارمان
- ليرة السامارينيا
- الليرة السردينية
- الصومالو
- ليرة الفاتيكان